# Корсак, Владислав Станиславович
Владисла́в Станисла́вович Ко́рсак (род. 1944) — российский акушер-гинеколог, генеральный директор «Международного центра репродуктивной медицины», Президент Российской ассоциации репродукции человека (РАРЧ), доктор медицинских наук, профессор.

## Деятельность
Заведующий научно-исследовательской лабораторией «репродуктивные технологии» Института перинатологии и педиатрии ФГБУ «ФЦСКЭ им. В. А. Алмазова» Минздравсоцразвития России. Президент Российской ассоциации репродукции человека (с 1995 года по настоящее время), член Управляющего комитета Консорциума по мониторингу IVF Европейского общества репродукции человека и эмбриологии (с 2000 года) и член Совета Консорциума (The member of the Steering Committee of the EIM Consortium) с 2009, член редакционной коллегии журнала «Проблемы репродукции», член рабочей группы по репродуктивному здоровью экспертного совета по здравоохранению Комитета Совета Федерации по социальной политике и здравоохранению Федерального Собрания Российской Федерации, член рабочей группы Комитета Государственной Думы по охране здоровья, член рабочей группы по вспомогательным репродуктивным технологиям Минздравсоцразвития РФ. Преподавательский стаж в Санкт-Петербургском государственном медицинском университете имени академика И. П. Павлова — 31 год. С 1992 года по 2006 год в ГУ НИИ акушерства и гинекологии им. Д. О. Отта РАМН руководил работой отделения консервативной гинекологии и отделением ВРТ. Почетный член Казахстанской ассоциации репродуктивной медицины.
Автор более 198 научных публикаций, из них около 40 опубликовано за рубежом. В течение последних лет основное направление научной работы связано с бесплодием и вспомогательными репродуктивными технологиями. Более 150 публикаций посвящены этой теме. Автор 4 методических указаний, 9 компьютерных тестовых программ по акушерству и гинекологии.
Владислав Станиславович Корсак участвовал в 19 научных конференциях РАРЧ, начиная с 1995 года, все эти годы он является Президентом РАРЧ, входит в состав Совета Российской Ассоциации Репродукции Человека. Имеет приглашенные доклады в многочисленных организациях, а также является соавтором в ESHRE Отчета по мониторингу ВРТ в Европе. Председатель Российского Регистра ВРТ, автор 16 ежегодных отчетов РФ Регистра ВРТ РАРЧ. Автор многих публикаций специализированного журнала «Проблемы репродукции». Индекс цитирования в РФ у В. С. Корсак — 99.